# Plectosphaera rosae
Plectosphaera rosae är en svampart som beskrevs av Arx & E. Müll. 1954. Plectosphaera rosae ingår i släktet Plectosphaera och familjen Phyllachoraceae.   Inga underarter finns listade i Catalogue of Life.